# John Smith (canottiere 1990)
John Smith (Germiston, 12 gennaio 1990) è un canottiere sudafricano, vincitore della medaglia d'oro nel 4 senza pesi leggeri a Londra 2012.
Nel 2014 vince insieme al compagno James Thompson la medaglia d'oro ai campionati del mondo, realizzando il record in finale con 6:05.36.

## Palmarès
- Giochi olimpici

Londra 2012: oro nel 4 senza pesi leggeri.
- Campionati del mondo

Amsterdam 2014: oro del doppio pesi leggeri